# هيديتو إينوي
هيديتو إينوي (باليابانية: 井上 秀人) (مواليد 27 يونيو 1982)، هو لاعب كرة قدم ياباني سابق كان يلعب كلاعب وسط.

## وصلات خارجية
- هيديتو إينوي على موقع رابطة كرة القدم اليابانية للمحترفين (اليابانية)